# Phloeopora bernhaueri
Phloeopora bernhaueri är en skalbaggsart som beskrevs av Lohse 1984. Phloeopora bernhaueri ingår i släktet Phloeopora, och familjen kortvingar. Arten har ej påträffats i Sverige.